# Crooked Shadows
Crooked Shadows è il settimo album in studio del gruppo musicale statunitense Dashboard Confessional, pubblicato nel 2018.

## Tracce
1. We Fight – 3:25
2. Catch You – 3:06
3. About Us – 3:36
4. Heart Beat Here – 3:27
5. Belong – 2:58
6. Crooked Shadows – 2:49
7. Open My Eyes – 3:43
8. Be Alright – 3:02
9. Just What to Say (featuring Chrissy Costanza) – 3:31